# Supercopa espanyola d'hoquei sobre patins femenina 2022-2023
La Supercopa d'Espanya femenina 2022-23 fou la segona edició de la Supercopa espanyola d'hoquei sobre patins. Se celebrà el 10 i 11 de setembre de 2022 al Pavelló Municipal de Vila-sana i fou organitzada per la Federació Espanyola de Patinatge. Hi participaren quatre equips, el Telecable HC, Generali HC Palau de Plegamans, com a vigent campió, Martinelia CP Manlleu, com a campió de Copa, i CP Vila-sana Coop d’Ivars, com a equip amfitrió. Es disputà en format de final quatre i fou retransmès en directe per TVE i Esport3. Es proclamà campió el Telecable HC, que guanyà el seu primer títol de la competició.

## Competició

### Quadre de competició
|  | Semifinals               | Semifinals   |                          |   | Final | Final |
|  |                          |              |                          |   |       |       |
|  | 10 de setembre 13:00 CET |              |                          |   |       |       |
|  |                          |              |                          |   |       |       |
|  | Generali HC Palau        | 4            |                          |   |       |       |
|  | Generali HC Palau        | 4            | 11 de setembre 13:00 CET |   |       |       |
|  | CP Vila-sana             | 3            |                          |   |       |       |
|  | CP Vila-sana             | 3            | Generali HC Palau        | 0 |       |       |
|  | 10 de setembre 10:30 CET |              | Generali HC Palau        | 0 |       |       |
|  |                          | Telecable HC | 1                        |   |       |       |
|  | Martinelia CP Manlleu    | Telecable HC | 1                        | 1 |       |       |
|  | Martinelia CP Manlleu    |              |                          | 1 |       |       |
|  | Telecable HC             | 2            |                          |   |       |       |
|  | Telecable HC             | 2            |                          |   |       |       |

### Semifinals
A la primera semifinal, el Telecable HC guanyà per 2 a 1 al Martinelia CP Manlleu i es classificà per a la seva primera final. Marcarent Ana Caterina Ferreira (0-1) i Natasha Lee (0-2), per part asturiana, i reduí diferències Júlia Canal (1-2), per part osonenca.
| Martinelia CP Manlleu | 1‐2     | Telecable HC           |
| --------------------- | ------- | ---------------------- |
| Canal 38'             | Informe | Ferreira 15' · Lee 27' |

A la segona semifinal, el Generali HC Palau de Plegamans guanyà per 4 a 3 al CP Vila-sana. Marcaren Aina Florenza (1-1, 3-3 i 4-3) i un de Mariona Colomer (2-2), per part vallesana, i Valentina Fernández (0-1), Daiana Silva (1-2) i Victòria Porta de penal (2-3), per part lleidatana.
| Generali HC Palau                        | 4‐3     | CP Vila-sana                              |
| ---------------------------------------- | ------- | ----------------------------------------- |
| Florenza 8', 36' (fd), 41' · Colomer 29' | Informe | Fernández 3' · Silva 11' · Porta 32' (p.) |

### Final
El Generali HC Palau de Plegamans i Telecable HC disputaren la final de la II Supercopa d'Espanya femenina. Ambdós equips s'havien enfrontat anteriorment a la final de Lliga de Campions i de l'OK Lliga de la passada temporada que acabaren amb triomf català. La final es decidí amb un gol de Marta Piquero (min. 37) en el rebuig d'una falta directa a la segona part. El club asturià aconseguí el seu primer títol de Supercopa.
| Generali HC Palau | 0‐1     | Telecable HC       |
| ----------------- | ------- | ------------------ |
|                   | Informe | Piquero 37' (f.d.) |

| }} Generali HC Palau | Telecable HC |

| #          | Pos. | Nom                |     |
| ---------- | ---- | ------------------ | --- |
| 88         | POR  | Laura Vicente      |     |
| 2          |      | Berta Busquets     |     |
| 3          |      | Laura Puigdueta    |     |
| 6          |      | Aina Florenza      |     |
| 7          |      | Carla Fontdegloria |     |
| 8          |      | Gisela Vicente     |     |
| 13         |      | Aimee Blackman     |     |
| 17         |      | Mariona Colomer    | 16' |
| 43         |      | Laia Juan          |     |
| 10         | POR  | Teresa Sapena      |     |
| Entrenador |      |                    |     |
| Ivan Sanz  |      |                    |     |

| Campió de la Supercopa d'Espanya 2022 |
| ------------------------------------- |
| Telecable HC Primer títol             |

| #             | Pos. | Nom                    |  |
| ------------- | ---- | ---------------------- |  |
| 10            | POR  | Fernanda Hidalgo       |  |
| 2             |      | Natasha Lee            |  |
| 5             |      | Sara González Lolo     |  |
| 6             |      | Marta González Piquero |  |
| 7             |      | Rebeca González        |  |
| 9             |      | Nuria Almeida          |  |
| 22            |      | Sara Roces             |  |
| 26            |      | Ana Catarina Ferreira  |  |
| 78            |      | Judith Cobian          |  |
| 1             | POR  | Victoria Novo          |  |
| Entrenador    |      |                        |  |
| Ramon Peralta |      |                        |  |

## Estadístiques
| Classificació final | Classificació final    | Classificació final | Classificació final | Classificació final | Classificació final | Classificació final | Classificació final |
| #                   | Club                   | PJ                  | PG                  | PP                  | GF                  | GC                  | DF                  |
| ------------------- | ---------------------- | ------------------- | ------------------- | ------------------- | ------------------- | ------------------- | ------------------- |
| 1                   | Telecable HC           | 2                   | 2                   | 0                   | 3                   | 1                   | 2                   |
| 2                   | Generali HC Palau      | 2                   | 1                   | 1                   | 4                   | 4                   | 0                   |
| 3                   | Vila-sana Coop d’Ivars | 1                   | 0                   | 1                   | 3                   | 4                   | -1                  |
| 3                   | Martinelia CP Manlleu  | 1                   | 0                   | 1                   | 1                   | 2                   | -1                  |

| Màxima golejadora | Màxima golejadora      | Màxima golejadora | Màxima golejadora | Màxima golejadora | Màxima golejadora | Màxima golejadora |
| #                 | Nom                    | G                 | PJ                | GPP               | Pen               | FD                |
| ----------------- | ---------------------- | ----------------- | ----------------- | ----------------- | ----------------- | ----------------- |
| 1                 | Aina Florenza          | 3                 | 2                 | 1.50              | 0                 | 1/1               |
| 2                 | Natasha Lee            | 1                 | 2                 | 0.50              | 0                 | 0                 |
| 3                 | Daiana Silva           | 1                 | 1                 | 1.00              | 0                 | 0                 |
| 4                 | Valentina Fernández    | 1                 | 1                 | 1.00              | 0/1               | 0                 |
| 5                 | Júlia Canal            | 1                 | 1                 | 1.00              | 0                 | 0                 |
| 6                 | Mariona Colomer        | 1                 | 2                 | 0.50              | 0                 | 0                 |
| 7                 | Victòria Porta         | 1                 | 1                 | 1.00              | 1/1               | 0                 |
| 8                 | Marta González Piquero | 1                 | 2                 | 0.50              | 0                 | 1/1               |
| 9                 | Ana Caterina Ferreira  | 1                 | 2                 | 0.50              | 0                 | 0                 |